# ビルディング企画
株式会社ビルディング企画（ビルディングきかく）は東京都千代田区に本社をおく、オフィスビルを中心に事業用物件の賃貸借の仲介を行う企業。

## 概要
1983年（昭和58年）5月、設立。オフィス移転の物件検索情報サイト「ビルNAVI」を運営。2007年（平成19年）7月には全国主要都市を独自のエリアに区分し、過去2年間のリーシング情報やアンケート調査をまとめたマーケティング概要書を発刊。2009年（平成21年）6月、2011年（平成23年）11月には東京主要5区や全国主要6都市のオフィスビル速報を発表するなど市場情報の提供なども行う。

## 支店
- 札幌支店
  - 札幌市中央区北3条西3丁目1　札幌大同生命ビル10F

- 仙台支店
  - 仙台市青葉区一番町2-1-2　NOF仙台青葉通りビル6F

- 名古屋支店
  - 名古屋市中区錦1-19-25　名古屋第一ビルアネックス7F

- 大阪支店
  - 大阪市中央区南船場4-4-21　りそな船場ビル13F

- 福岡支店
  - 福岡市博多区博多駅南1-3-11　KDX博多南ビル1F

## 関連会社
- 株式会社企画ビルディング
- 株式会社オフィス企画
- 株式会社月刊ビルディング

## 加盟団体
- 社団法人 全日本不動産協会
- 社団法人 東京ビルメンテナンス協会
- 社団法人 不動産保証協会[5]
- 社団法人 日本ファシリティマネジメント推進協会
- 社団法人 ニューオフィス推進協議会[6]